# Assemblée de Ceuta
XIIe législature
Palais de l'Assemblée de Ceuta
L'Assemblée de Ceuta (en espagnol : Asamblea de Ceuta) est l'organe qui exerce à Ceuta le pouvoir législatif, approuve les budgets de la ville autonome et initie et contrôle les actions du gouvernement ceutien.

### Sources
- (es) Cet article est partiellement ou en totalité issu de l’article de Wikipédia en espagnol intitulé « Asamblea de Ceuta » (voir la liste des auteurs).